# Yasuaki Kato
Yasuaki Kato (加藤 泰明 Kato Yasuaki?), född 10 april 1976 i Shizuoka prefektur, är en japansk före detta fotbollsspelare.
Kato började sin karriär 1995 i Nagoya Grampus Eight. Med Nagoya Grampus Eight vann han japanska cupen 1995. Han avslutade karriären 1997.